# Charles A. Halleck

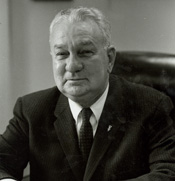
Charles A. Halleck

Charles Abraham Halleck (* 22. August 1900 in Demotte, Jasper County, Indiana; † 3. März 1986 in Lafayette, Indiana) war ein US-amerikanischer Politiker. Zwischen 1935 und 1969 vertrat er den Bundesstaat Indiana im US-Repräsentantenhaus.

## Werdegang
Charles Halleck besuchte die öffentlichen Schulen seiner Heimat. Während des Ersten Weltkrieges diente er in der Infanterie der US Army. Nach einem anschließenden Jurastudium an der Indiana University in Bloomington und seiner im Jahr 1924 erfolgten Zulassung als Rechtsanwalt begann er in Rensselaer in diesem Beruf zu arbeiten. Zwischen 1924 und 1934 war er Staatsanwalt im 30. Gerichtsbezirk seines Staates.
Politisch war Halleck Mitglied der Republikanischen Partei. Zwischen 1936 und 1968 nahm er als Delegierter an allen Republican National Conventions teil. Im Jahr 1960 leitete er diesen Nominierungsparteitag. Nach dem Tod des im Jahr 1934 gewählten Abgeordneten Frederick Landis, der sein Mandat nicht mehr antreten konnte, wurde Halleck bei der fälligen Nachwahl für den zweiten Sitz von Indiana in das US-Repräsentantenhaus in Washington, D.C. gewählt, wo er am 29. Januar 1935 sein neues Mandat antrat. Nach 16 Wiederwahlen konnte er bis zum 3. Januar 1969 im Kongress verbleiben. Dort wurden in den 1930er Jahren die New-Deal-Gesetze der Bundesregierung verabschiedet. Seit Dezember 1941 war auch die Arbeit des Kongresses von den Ereignissen des Zweiten Weltkrieges und dessen Folgen geprägt. In den 1950er Jahren erlebte Halleck als Kongressabgeordneter den Koreakrieg, den Kalten Krieg und die Bürgerrechtsbewegung; in den 1960er Jahren begann der Vietnamkrieg.
Während seiner Zeit im US-Repräsentantenhaus wurden dort die Verfassungszusätze 22 bis 25 ratifiziert. Charles Halleck leitete seit 1947 mehrfach die republikanische Fraktion; dabei fungierte er von 1947 bis 1949 sowie zwischen 1953 und 1955 als House Majority Leader, danach bis 1965 als House Minority Leader. Er war ein entschiedener Gegner der liberalen Sozialpolitik von Präsident John F. Kennedy und unterstützte den Vietnamkrieg. Auf der anderen Seite befürwortete er den Civil Rights Act of 1964. Halleck war in den 1960er-Jahren oft in Fernseh-Talkshows zu sehen, wo er seine politischen Ansichten vertrat. Nachdem die Republikaner im Zuge der Wahlen 1964 erhebliche Verluste erlitten, musste Hallek die Führung der republikanischen Fraktion an den Abgeordneten und späteren US-Präsidenten Gerald Ford abgeben. Dieser hatte sich in einer parteiinternen Abstimmung gegen Hallek durchsetzen können und stand für eine Erneuerung der Partei. 
Im Jahr 1968 verzichtete Halleck auf eine weitere Kandidatur  Nach seinem Ausscheiden aus dem US-Repräsentantenhaus zog er sich aus der Politik in den Ruhestand zurück. Er starb am 3. März 1986 in Lafayette. Charles Halleck war mit der im Jahr 1973 verstorbenen Blanche Annetta White verheiratet.